# Adam Sarota
Adam Sarota (* 28. Dezember 1988 in Gordonvale) ist ein australischer Fußballspieler, der auch die polnische Staatsbürgerschaft besitzt. Er spielt bevorzugt als offensiver Mittelfeldspieler.

## Karriere

### Verein
Sarota spielte bereits als Jugendlicher für Brisbane City in der dortigen Staatsliga, bevor er 2006 für zwei Jahre nach Deutschland ging, um bei der 1. Jugend-Fußball-Schule Köln zu trainieren. Anfang 2008 kehrte er nach Australien zurück und spielte zunächst für die Brisbane Strikers, die er in das Meisterschaftsfinale der Queensland State League führte. Trotz einer 0:1-Niederlage im Finalspiel gegen Sunshine Coast wurde er nach Ende der Partie als bester Spieler der Saison mit der Auszeichnung Hyundai QSL Most Valuable Player geehrt.
In der Saison 2008/09 spielte er überwiegend als Mannschaftskapitän für die Jugendmannschaft der Queensland Roar (seit 2009 Brisbane Roar) in der neu gegründeten A-League National Youth League und wurde auch dort als bester Spieler der Saison ausgezeichnet. Anfang November 2008 saß er für den verletzten Reinaldo in zwei Partien der Profimannschaft auf der Ersatzbank und kam in beiden Spielen per Einwechslung zum Einsatz.
Zur Saison 2010/11 wechselt Sarota gemeinsam mit seinen Brisbaner Mannschaftskameraden Tommy Oar und Michael Zullo zum niederländischen Erstligisten FC Utrecht, wo er einen Vertrag bis zunächst zum 1. Juli 2013 unterschrieb. Im Sommer 2014 wurde er für ein Jahr an seinen ehemaligen Verein Brisbane Roar ausgeliehen. Im Januar 2016 erfolgte der Wechsel zu Go Ahead Eagles. Dort blieb er allerdings nur ein halbes Jahr und war im Anschluss 18 Monate vereinslos. Seit Jahresbeginn 2018 spielt Adam Sarota für die Brisbane Strikers.

### Nationalmannschaft
Im August 2011 debütierte Sarota in einem Freundschaftsspiel gegen Wales im australischen Nationalteam.